# El Canal Marítimo y Logístico
El Canal Marítimo y Logístico es un periódico digital español fundado en 2019. Se trata de un periódico de información de transporte marítimo y logística. Su temática principal gira en torno a los puertos españoles. Sobre todo el puerto de Barcelona, puerto de Valencia, puerto de Bilbao, puerto de Algeciras y todos los grandes puertos españoles.
Se redacta en español. Su sede social y redacción central se encuentra en Barcelona aunque cuenta con sedes en Valencia, Bilbao y Madrid.
Su edición digital cuenta con unos 2.000 lectores al día y 2.000 suscriptores diarios a su boletín de noticias.
También editan una revista mensual llamada también con el mismo nombre El Canal Marítimo y Logístico así como un anuario anual sobre el Puerto de Barcelona, otro sobre el puerto de Bilbao, uno sobre el puerto de Valencia así como el Anuario de Madrid Logística.